# Tektonit

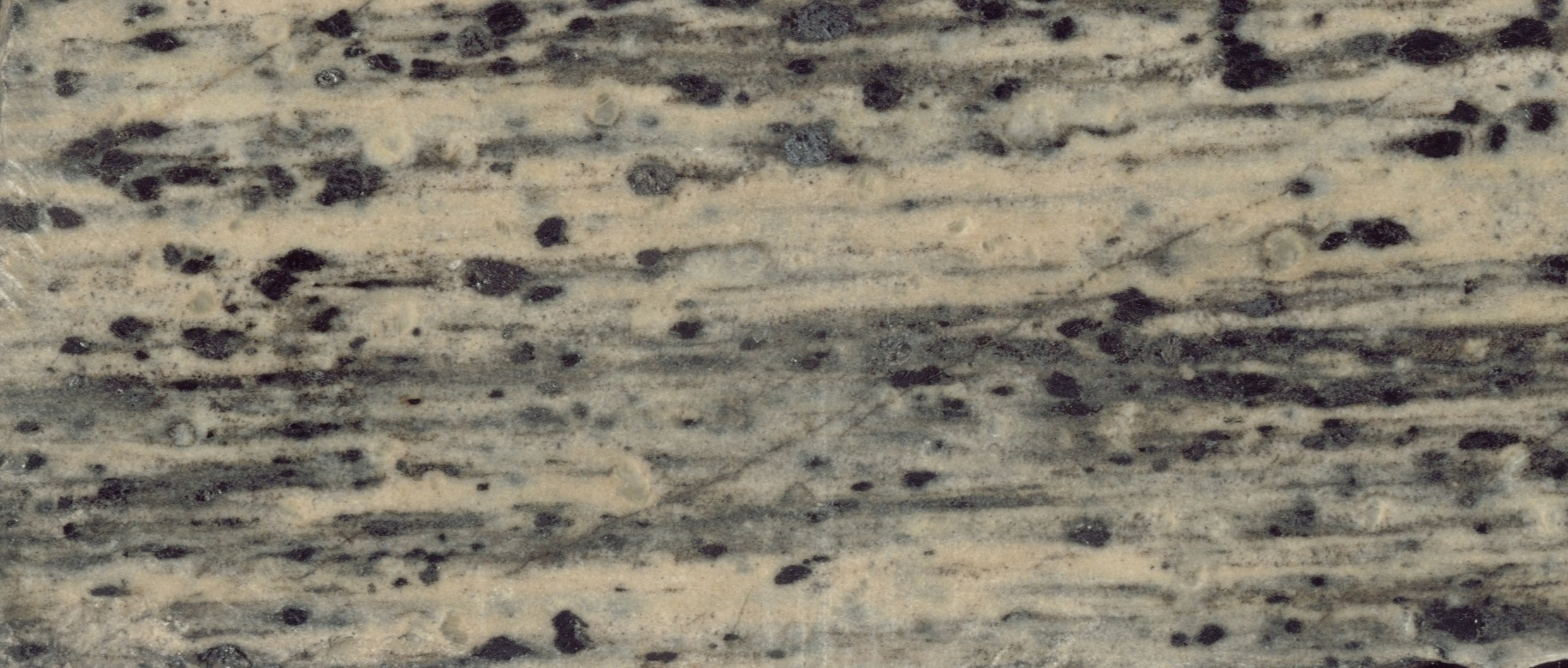
L-S-tektonit

Tektonit är ett namn som används för metamorfa bergarter som utsatts för tektonisk deformation. Ofta är tektoniter gnejsiga bergarter. De bildas i rörelse- och deformationszoner, omvandlingen går att upptäcka på mineralens orientering. Kornstorleken hos dessa bergarter är varierande. Man beskriver dem efter deras struktur. Normalt har de genomgående planstruktur eller lineationstruktur. S-tektonit är en folierad sort medan L-tektonit är stränglig. L-S-tektonit har båda dessa egenskaper.